# Дуб в геральдике
Дуб (дубовый лист, ветви и жёлудь) — естественная негеральдическая гербовая фигура.
Символ мощи, выносливости, долголетия и благородства, а также славы. Как эмблему доблести и мужества дуб (дубовый лист, дубовую ветвь, дубовый венок, дубовую гирлянду) используют в военных знаках различия многих стран. В геральдике обозначает выдающийся благородный дворянский род, признание его заслуг, военную крепость и идущей из древности власть. Тоже значение в геральдике могут иметь отдельно изображённые жёлуди. По мнению герольдмейстера Капаччо Джулио, дуб символизирует достижение добродетели, благие деяния, невинность и скромность, а если стоит на земле, то поверженную мощь.

## История
В Древней Греции, Скандинавии, Германии и славянских странах дуб посвящался богу молнии и грома Зевсу Громовержцу, поскольку считалось, что дуб может выдержать удар молнии. По древнегреческой легенде у Геракла была палица из дуба, откуда его образ из мифологии перешёл в щитодержатели под названием "Дикий человек", который имел палицу, а иногда и венок на голове. Дуб считался мужским деревом, но богини-матери Кибела и Юнона были связаны с дубом, а дриады были его нимфами.
В Древней Европе дуб являлся самым почитаемым деревом у друидов и кельтов, у которых он символизировал ось мира, был природным храмом и ассоциировался с силой и отвагой и которые поклонялись, как отдельным деревьям, так и святым дубовым рощам, под которыми приносились человеческие жертвы. Именно поэтому с введением здесь католицизма, началось безжалостное и повсеместное истребление наиболее древних экземпляров дубов, как главного предмета языческих культов. Данное отношение к дубу в языческой культуре наложило свой отпечаток и на европейскую геральдику, где только в начале XIX веке, в эпоху классицизма и романтизма, начинают возвращаться эмблемы связанные с дубом, хотя тайком дубовый лист иногда проникал в готическую орнаментику.
Древние литовцы и славяне посвящали дуб богу грома и молнии Перкунасу, Перуну (Громовнику).
В христианстве, дуб обозначает веру и добродетель. Под мамврийским дубом, Аврааму явился Господь, а по некоторым поверьям Христа распяли на кресте изготовленного из дуба.
В революционную эпоху во Франции дуб, в память о галльской традиции, символизировал свободу, надежду и преемственность. Его экземпляры были объявлены общественными памятниками, охраняемыми законом, у их подножия крестьяне сжигали помещичьи ценные бумаги, под их сенью подписывали важные документы и произносили гражданские клятвы.

### Дубовый венок
В Древнем Риме венок из дубовых листьев являлся высочайшей наградой полководцу-победителю, откуда он перешёл в гербы, как знак победы в выигранном сражении. После победы к диктаторскому пучку императора или консула подвязывали ещё дубовый (или лавровый) венок, что позволяло извещать народ о славном событии. Дубовым венком награждали воина, спасшего в бою жизнь римского гражданина, считается одним из самых древних воинских отличий. В русской территориальной геральдике имеется в гербе Повенеца.

#### Дубовый жёлудь
Жёлудь — символ плодородия, процветания, духовной энергии, произрастающей из зерна истины. Являясь частью древнескандинавской мифологии, где был культ дуб, жёлудь был подношением богу грозы Тору. Его изображение встречается на кельтских резных изделиях. Цвет желудей на изображениях: зелёный, коричневый, золотой и красный, что даёт различный вариации их символического значения, позволяет употреблять по отношению к событию и лицам разного ранга. В древней геральдике встречаются и пурпуровый жёлуди, означающие благородное, великодушное могущество. Дуб с желудями эмблема — зрелости, полной силы, без желудей эмблема — юной доблести.

##### Дубовая ветвь
В русской геральдике дубовая ветвь начала применяться лишь с конца XIX века. В июле 1882 года она была внесена в Большой Государственный герб в качестве левой стороны венка (правая лавровая ветвь). В виде двух перекрещенных ветвей можно встретить в гербах Римских Пап: Юлия II и Александра VII.

###### Дубовый лист
Цвет геральдических дубовых листьев может быть: зелёным, серебряным и золотым. В Российской империи дубовые листья или ветки вместе с золотыми желудями использовались для украшения земельных губернских и областных гербовых щитов, а также в гербах градоначальников, которые связывались орденскими лентами.
Эмблема широко использоваться в советской геральдике — на военных орденах и медалях, значках, памятниках воинской славы, изображались на монетах СССР выпуска начиная с 1922 года. Изображение дубовых листьев было внесено в соединённую эмблему военной организации Варшавского договора. В ГДР дубовый лист трактовался, как классически — эмблема военной, так и трудовой доблести.

## Геральдика
Ствол, ветви, листья и жёлуди — все эти части дерева употреблялись в европейской и русской геральдике. Из многочисленного числа рода дубов в геральдике используются только три разновидности: дуб черешчатый (Quercus robur), дуб каменный (Quercus ilex), дуб австрийский (Quercus cerris). В говорящем гербе пизанской коммуны Суверето изображён пробковый дуб (Quercus suber). Обычно как герольды, так и герольдисты словом "дуб" обозначают все его разновидности, без уточнения деталей. Часто дуб изображается в укороченном виде с крупными листьями, которые в таком случае легко узнаваемы. Крайне редко встречаются изображения дуба охваченного пламенем, который блазонируется, как "воспламенённый" (как правило "красного цвета"). Листья и жёлуди могут изображаться "опрокинутыми". Иногда в гербах указана крепость срубленная именно из дубовых брёвен (Арск).

## Применение
Дуб, дубовые листья, дубовые ветви, желуди, дубовый венец изображаются в территориальной геральдики: Стародуб, Дубровно, Вервье, Маасейк, Дубна, Дубовка, Оффенбах-ам-Майн, Хаген, Айхштетт, Ашерслебен, Вольмар, Остров, Пронск, Цивильск, Повенец, Сестрорецк, Кандава, Лофт, Ланген, провинции Бискайя и другие.
В польской геральдике имеется герб Дуб.
В русской геральдике использовалось: Стародубское княжество.. В дворянских и княжеских родах: Гундуровы, Ромодановские, Ромодановские-Ладыженские, Хилковы, Гагарины и другие.

## Галерея

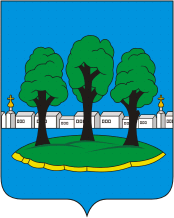
Герб Острова
Герб Тирасполя
Герб Валмиеры
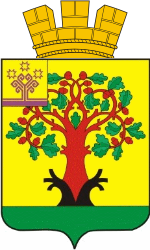
Герб Цивильска
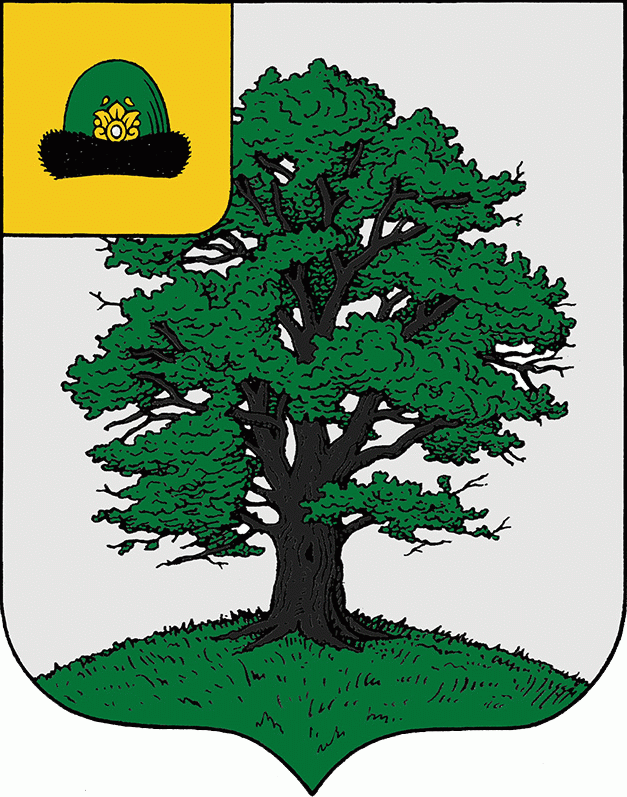
Герб Пронска
Герб Дубны
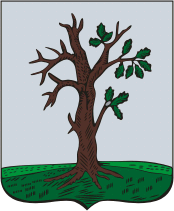
Герб Стародуба
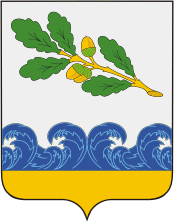
Герб Сестрорецка
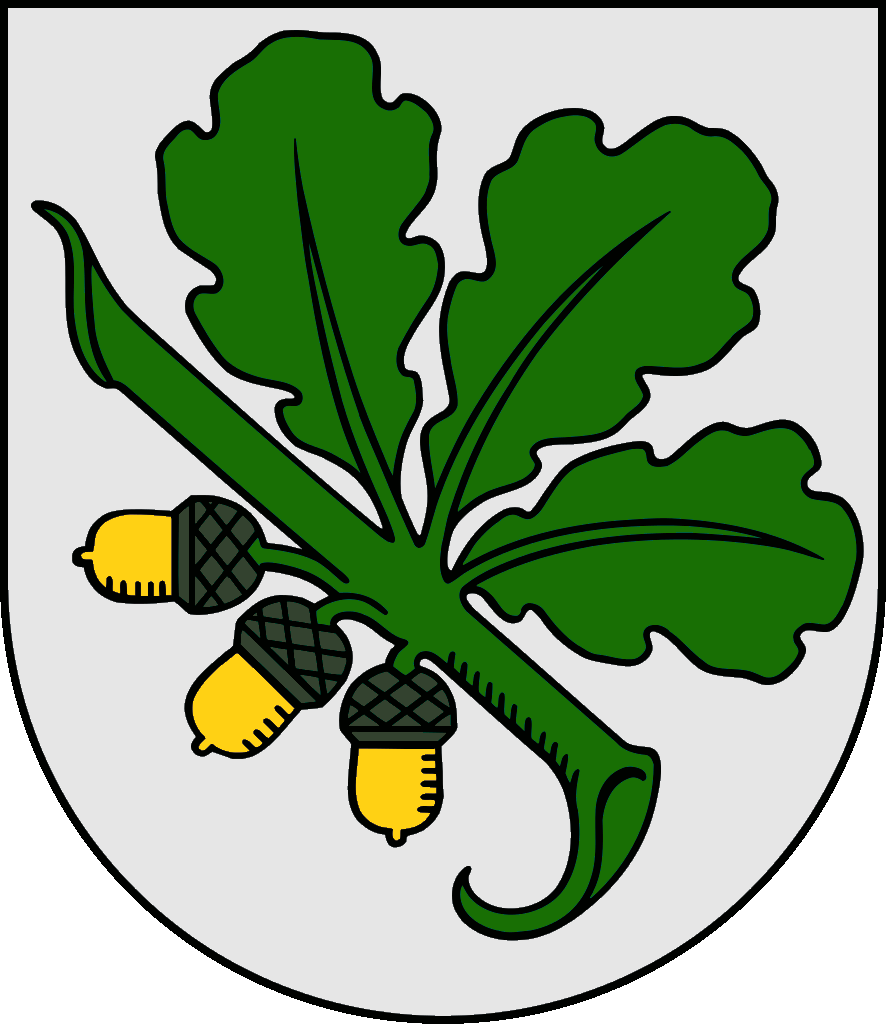
Герб Кандавы
Герб Айхштетта
Герб Дубровно
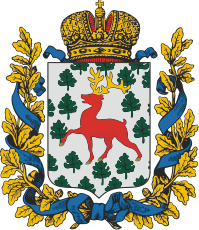
Герб Седлецкой губернии
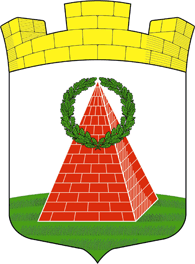
Герб Повенца
Герб Лофта
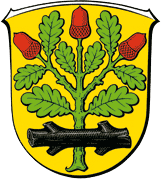
Герб Хагена
Герб Вервье
Герб Маасейка
Герб Ашерслебена
Герб Хюттенберг

## См.также
- Дубовые листья
- Гражданская корона
- Орден Дубовой короны